# William Whitworth
William Jock Whitworth (29 juin 1884 - 25 octobre 1973) a été un officier général de la Royal Navy, qui a été Second Lord de la Mer, Chef du Personnel Naval, de 1941 à 1944.

## Carrière militaire
William Jock Withworth rejoint la Royal Navy comme cadet en 1899. Il sert pendant la Première Guerre mondiale. En 1926, il devient commandant du centre d'entrainement de Portsmouth. En 1928, il prend le commandement du HMAS Stuart et de la seconde flottille de destroyers de la Méditerranée.
En 1933, il est nommé chef d'État-Major (Captain of the Fleet (en)) de l'Amiral Commandant la Flotte de la Méditerranée. En 1936, il prend le commandement du HMS Rodney. Il est nommé Secrétaire Naval (en) en 1937.
Pendant la Seconde Guerre mondiale, il est notamment commandant de l'Escadre de Croiseurs de Bataille (Battle Cruiser Squadron) de la Home Fleet.
Début avril 1940, il a sa marque sur le croiseur de bataille HMS Renown pour couvrir une opération de mouillage de mines (opération Wilfred) dans le Vestfjord, alors que les Allemands commencent leur offensive contre la Norvège (opération Weserübung). Au matin du 8 avril 1940, un de ses destroyers d'escorte, le HMS Glowworm (Lieutenant-Commander Roope (en)) rencontre une partie de l'escadre allemande en route vers Trondheim et Narvik et est coulé par le croiseur lourd Admiral Hipper qu'il endommage en l'abordant. Le lendemain matin, le HMS Renown engage, au large des îles Lofoten l'escadre des cuirassés allemands Gneisenau et Scharnhorst qui constitue le groupe de soutien éloigné des forces allemandes à la mer. Un bref échange d'artillerie aboutit à trois impacts de 381 mm sur les tourelles "Anton" et "Cæsar" et le poste de direction de tir principal du Gneisenau et à deux impacts de 280 mm sans grandes conséquences sur le croiseur de bataille britannique, avant que le vice-amiral Lütjens réussisse à se dégager dans la tempête.
Le 10 avril, à l'aube, cinq autres destroyers de l'amiral Withworth, la 2e Flottille de Destroyers (Captain Walburton-Lee (en)) attaque dans le port de Narvik, coule deux destroyers, en endommage quatre et détruit six bâtiments de transport allemands, au prix de deux destroyers détruits, dont le HMS Hardy sur lequel Bernard Warburton-Lee est tué. Il recevra, comme Gerard Broadmead Roope, la Victoria Cross à titre posthume.
Trois jours plus tard, ayant reçu un renfort de destroyers, l'amiral Withworth transfère son pavillon sur le HMS Warspite et entre dans le fjord de Narvik, où tous les destroyers allemands restant seront détruits.
L'amiral Withworth quitte l'Escadre de Croiseurs de Bataille, et retire sa marque du HMS Hood au début mai 1941, appelé à l'Amirauté. Il est remplacé par le vice-amiral Lancelot Holland, qui sera tué moins d'un mois plus tard lors de la rencontre avec le Bismarck. L'amiral Withworth est nommé Second Lord de la Mer, Chef du Personnel Naval, et en 1944, Commandant-en-Chef, Rosyth (en). Il prend sa retraite en 1946.